# Amandus von Bordeaux
Amandus von Bordeaux, französisch Amand († um 432 in Bordeaux) war Bischof von Bordeaux. In der katholischen Kirche wird er als Heiliger verehrt.
Amandus wurde um 403 Nachfolger von Delphinus, durch den er auch die Priesterweihe empfing, als Bischof von Bordeaux. Er trat als Gegner des Priscillian auf und taufte Paulinus von Nola († 431), mit dem er befreundet war und in Briefwechsel stand.
Um 410 legte Amandus das Bischofsamt zu Gunsten des hl. Severinus nieder, übte es jedoch nach dessen Tod († um 420) noch einmal aus.
Sein Gedenktag als Heiliger ist der 18. Juni.